# النسيم (الكويت)
النسيم ، منطقة من مناطق جنوب محافظة الجهراء في الكويت تحدها من الشرق منطقة تيماء ومن الشمال منطقة العيون ومن الغرب منطقة الجهراء الصناعية. تأسست في أواخر عام 1988.تحتوي منطقه النسيم على 4 قطع وكانت تحتوي على قطعتين وفي عام 2012 تمت اضافه قطعتين.